# لويس إنريكي ميركادو
لويس إنريكي ميركادو (بالإسبانية: Luis Enrique Mercado)‏ هو صحفي وسياسي مكسيكي، ولد في 19 يناير 1952 في مدينة مكسيكو في المكسيك. حزبياً، نشط في حزب العمل الوطني. وقد انتخب عضو مجلس النواب المكسيك.